# Chelus orinocensis
Chelus orinocensis är en sköldpadda som hör till familjen ormhalssköldpaddor. Det är en sötvattenlevande sköldpadda, som finns i Sydamerika. Den särskiljdes från Matamata 2020 efter genetisk analys.

## Utbredning
Förekommer i Sydamerika, i Amazonområdet, särskilt i Orinocoflodens vattensystem.